# Masumi Aoki
Masumi Aoki (jap. 青木 益未, Aoki Masumi; * 16. April 1994 in Okayama) ist eine japanische Leichtathletin, die im Sprint und im Hürdenlauf an den Start geht.

## Sportliche Laufbahn
Erste internationale Erfahrungen sammelte Masumi Aoki bei den Jugendweltmeisterschaften 2011 nahe Lille, bei denen sie im 200-Meter-Lauf bis in das Halbfinale gelangte und mit der japanischen Sprintstaffel (1000 Meter) in der Vorrunde ausschied. 2014 nahm sie erstmals an den Asienspielen im südkoreanischen Incheon teil, schied dort über 100 Meter Hürden in der ersten Runde aus und gewann mit der japanischen 4-mal-100-Meter-Staffel in 44,05 s die Bronzemedaille hinter den Mannschaften aus China und Kasachstan. 2016 wurde sie bei den Hallenasienmeisterschaften in Doha über 60 m Hürden in 8,36 s Vierte. 2018 nahm sie erneut an den Asienspiele in Jakarta teil und belegte dort in 13,63 m den fünften Platz über die Hürden und auch mit der Staffel platzierte sie sich auf diesem Rang. Im Jahr darauf gewann sie bei den Asienmeisterschaften in Doha in 13,28 s die Bronzemedaille im Hürdenlauf hinter ihrer Landsfrau Ayako Kimura und Chen Jiamin aus China. Bei den IAAF World Relays in Yokohama holte sie gemeinsam mit Ayako Kimura, Shunya Takayama und Taiō Kanai die Silbermedaille in der erstmals ausgetragenen Hürden-Pendelstaffel. 2021 egalisierte sie mit 12,87 s den wenige Tage zuvor von Asuka Terada aufgestellten Nationalrekord. Damit qualifizierte sie sich für die Teilnahme an den Olympischen Spielen im heimischen Tokio und kam dort mit 13,59 s nicht über den Vorlauf hinaus.
2022 schied sie bei den Weltmeisterschaften in Eugene mit 13,04 s im Halbfinale über 100 m Hürden aus und verpasste mit der 4-mal-100-Meter-Staffel mit 43,33 s den Finaleinzug. Im Jahr darauf siegte sie in 8,01 s im 60-Meter-Hürdenlauf bei den Hallenasienmeisterschaften in Astana. Im Juli gewann sie bei den Freiluftmeisterschaften in Bangkok in 13,26 s die Bronzemedaille hinter der Inderin Jyothi Yarraji und ihrer Landsfrau Asuka Terada. Anschließend schied sie bei den Weltmeisterschaften in Budapest mit 13,26 s in der ersten Runde aus und belegte dann bei den Asienspielen in Hangzhou in 13,34 s den fünften Platz. 2024 kam sie bei den Hallenweltmeisterschaften in Glasgow mit 8,13 s nicht über den Vorlauf über 60 m Hürden hinaus.
In den Jahren 2018 und 2020 wurde Aoki japanische Meisterin im 100-Meter-Hürdenlauf und 2023 und 2024 wurde sie Hallenmeisterin über 60 m Hürden. Sie absolvierte ein Studium für Sportwissenschaften an der International Pacific University (engl. für die Kan-Taiheiyō Daigaku) in Okayama.

## Persönliche Bestleistungen
- 100 Meter: 11,48 s (+0,4 m/s), 27. August 2022 in Fujiyoshida
- 100 m Hürden: 12,86 s (−0,2 m/s), 10. April 2022 in Niigata
  - 60 m Hürden (Halle): 8,01 s, 12. Februar 2023 in Astana (japanischer Rekord)